# Joaquim Ibarz i Melet
Joaquim Ibarz Melet (Saidí, Baix Cinca, 25 de maig de 1943 - Saidí, Baix Cinca, 12 de març de 2011) va ser un periodista i escriptor català.
Llicenciat en periodisme per la Universidad de Navarra, va començar a treballar com a redactor d'El Noticiero entre 1965 i 1968. Expulsat per haver participat en una manifestació antifranquista, posteriorment va treballar a Tele/Express, on va ser director de la secció d'esports, cap de la secció internacional i cap de cultura. També va dirigir el setmanari Primera Plana i la revista Barça entre 1971 i 1976, i va col·laborar al butlletí oficial del FC Barcelona. El 1982 va incorporar-se a La Vanguardia, on va ser corresponsal d'Amèrica Llatina fins a la seva jubilació. Establert a Ciutat de Mèxic, va cobrir diversos esdeveniments de la història de Llatinoamèrica. Entre d'altres, el règim sandinista a Nicaragua, l'enderrocament del general Noriega a Panamà, el cop d'estat d'Alberto Fujimori al Perú, el règim d'Hugo Chávez a Veneçuela o el règim comunista de Fidel Castro a Cuba, essent el primer ciutadà espanyol expulsat del país el 1989. Per la seva trajectòria professional va rebre diversos premis, destacant el premi de periodisme Cirilo Rodríguez el 2009 i el premi Maria Moors Cabot de la Universitat de Colúmbia el 2010.